# التا ویستا (کلرادو)
التا ویستا، کلورادو (به انگلیسی: Alta Vista, Colorado) یک منطقهٔ مسکونی در ایالات متحده آمریکا است که در کلرادو واقع شده‌است.

## خصوصیات
التا ویستا ۱٬۹۵۴ متر بالاتر از سطح دریا واقع شده‌است.